# Gnotus hyperae
Gnotus hyperae là một loài tò vò trong họ Ichneumonidae.